# یوتو موری
یوتو موری (انگلیسی: Yuto Mori؛ زادهٔ ۲۱ آوریل ۱۹۹۵) بازیکن فوتبال اهل ژاپن است.
از باشگاه‌هایی که در آن بازی کرده‌است می‌توان به باشگاه فوتبال ناگویا گرامپوس اشاره کرد.